# با من از فردا بگو
با من از فردا بگو فیلمی به کارگردانی  و نویسندگی فریدون کوچکیان ساختهٔ سال ۱۳۶۶ است.

## خلاصه داستان
زهرا دختر سیزده ساله و کناره گیری است و به همین جهت مربی مدرسه، کنجکاوانه او را زیر نظر دارد. او برای خود پدری مقوائی ساخته و هر آنچه که در درونش است با آدمک مقوائی در میان می‌گذارد، اما در موضوع انشایش خود را فرزند پدری شهید می‌نامد. مربی در خصوص او به تحقیق می‌پردازد و در می‌یابد که پدر زهرا معتاد و خانواده اش به شدت پریشان و آشفته است، که با پیگیری‌های مربی، پدر مصمم به ترک اعتیاد و بازگشت به زندگی می‌شود.

## بازیگران
- سیروس گرجستانی
- گوهر خیراندیش
- منیژه سلیمی
- پروانه مرزبان
- کمند امیرسلیمانی